# Sky Saxon
Pour les articles homonymes, voir Saxon.
Sky Saxon, né le 20 août 1937 à Salt Lake City (Utah) et mort le 25 juin 2009 à Austin (Texas), de son véritable nom Richard Elvern Marsh, était un musicien de rock américain. Il est principalement connu comme membre fondateur et chanteur du groupe de garage rock des années 1960 The Seeds.
Son année de naissance est incertaine : les sources donnent 1937, 1945 ou 1946. Après son décès, sa veuve a confirmé qu'il était né un 20 août, mais a refusé de préciser l'année, affirmant que Saxon considérait que l'âge n'avait pas d'importance.
Il commence à jouer de la musique au début des années 1960 dans le style doo-wop sous le nom de Little Richie Marsh, puis prend le pseudonyme de Sky Saxon et participe à divers groupes de garage. C'est avec les Seeds, formés en 1965, qu'il rencontre le succès : leur premier single, Pushin' Too Hard, écrit par Saxon, se classe à la 36e place du Billboard Hot 100 en 1966. La chanson est reprise dans la compilation Nuggets en 1972, mais à cette date, les Seeds ont déjà disparu, après seulement trois albums et une poignée de singles entrés dans le Top 100.
Au début des années 1970, Saxon découvre la Source Family, une communauté spirituelle établie dans les Hollywood Hills et menée par Father Yod. Il devient un fidèle du culte et ajoute « Sunlight » à son pseudonyme. Sa carrière musicale se poursuit dans les années 1970 et 1980 : il continue à enregistrer en solo, apparaît à l'occasion sur les albums de Ya Ho Wa 13, groupe psychédélique du culte, à partir de 1977, et participe à d'autres groupes durant les années 1970-1980, notamment Firewall, formé avec Mars Bonfire (ex-Steppenwolf).
En 1991, il se retire à Hawaï et ne produit plus de musique (hormis une compilation des enregistrements de Ya Ho Wa 13) jusqu'en 2002, date à laquelle il reforme les Seeds avec de nouveaux musiciens pour donner des concerts en Europe et aux États-Unis. Il meurt le 25 juin 2009 dans un hôpital d'Austin (Texas), victime d'une crise cardiaque.